# Lukas Podolski
Lukas Josef Podolski (phát âm: ˈlukas poˈdolski; tên khai sinh: Łukasz Józef Podolski) sinh ngày 4 tháng 6 năm 1985 tại Gliwice, Ba Lan, là một cầu thủ bóng đá người Đức gốc Ba Lan đang thi đấu ở vị trí tiền đạo hoặc tiền vệ tấn công cho câu lạc bộ Górnik Zabrze tại Ekstraklasa.
Anh gia nhập 1. FC Köln năm 1995 và có mặt trong đội hình chính thức từ năm 2003. Sau 81 trận thi đấu cho Köln, anh chuyển đến FC Bayern München. Sau ba năm thi đấu tại München với các thành tích vô địch quốc nội, anh chuyển đến Premier League thi đấu cho Arsenal vào năm 2012.
Tại đội tuyển Đức, Podolski đã có 130 lần khoác áo đội tuyển quốc gia và ghi được 49 bàn thắng, đồng thời anh là một trong những cầu thủ ghi bàn nhiều nhất ở đội tuyển quốc gia Đức qua mọi thời đại.

## Tuổi thơ và gia đình
Podolski sinh ra trong một gia đình mang hai chủng tộc: Silesia và Đức. Năm 1987, khi anh 2 tuổi, gia đình anh chuyển từ Ba Lan đến Tây Đức sinh sống. Podolski lớn lên tại Bergheim, Nordrhein-Westfalen, và sau đó là Pulheim, gần Köln.
Hiện nay Lukas có một con trai là Louis Gabriel Podolski vào ngày 14 tháng 4 năm 2008 với người vợ của anh là Monika Puchalski.

## Sự nghiệp thi đấu câu lạc bộ

### FC Köln
Podolski bắt đầu chơi bóng từ năm 6 tuổi cho đội thiếu niên của FC Bergheim, nơi anh thi đấu cho đến khi gia nhập FC Köln năm 1995. Tại đây, tài năng của Podolski đã được phát hiện. Năm 2003 khi anh 18 tuổi, anh vẫn còn thi đấu cho đội thiếu niên. Huấn luyện viên Marcel Koller đã mời Podolski tập luyện cùng đội hình chính thức. Mặc dù sau đó Köln rớt hạng nhưng với 10 bàn thắng trong 19 trận đã khiến anh được huấn luyện viên tuyển quốc gia chú ý.
Sau khi trở về từ Euro 2004, Podolski tuyên bố tiếp tục ở lại Köln để giúp câu lạc bộ này thăng hạng. Với 24 bàn thắng ở giải hạng nhì Bundesliga, Podolski trở thành vua phá lưới giải hạng nhì mùa bóng 2004/2005 và giúp Köln thăng hạng thành công.
Mùa giải 2005/2006, Podolski tiếp tục gắn bó với Köln và mặc dù anh ghi được 12 bàn tại Bundesliga mùa giải đó, Köln vẫn phải chịu cảnh xuống hạng lần nữa. Kết thúc mùa giải 2005/2006, Podolski quyết định ra đi tìm cho mình một câu lạc bộ khác.

### Bayern München
Ngày 1 tháng 6 năm 2006, Podolski tuyên bố đồng ý các điều khoản hợp đồng với Bayern München và anh sẽ thi đấu cho câu lạc bộ này từ mùa giải 2006/2007. Phí chuyển nhượng không được tiết lộ nhưng được cho là khoảng 10 triệu euro.
Anh có trận đầu tiên cho Bayern vào ngày 11 tháng 8 năm 2006 trong chiến thắng 2-0 trước Borussia Dortmund. Ngày 9 tháng 9, anh ghi bàn đầu tiên trong trận gặp FC St Pauli tại cúp bóng đá Đức. Ngày 14 tháng 10 năm 2006, Podolski có bàn thắng đầu tiên tại Bundesliga cho Bayern khi anh ấn định tỉ số lên 4-2 trong trận gặp Hertha Berlin. Tuy nhiên đến ngày 26 tháng 10, một chấn thương trong buổi tập do đồng đội Mark van Bommel gây ra khiến Podolski nghỉ thi đấu 5 tuần. Mùa giải đầu tiên cho Bayern, Podolski thi đấu 32 trận và ghi 7 bàn. Nhưng mùa giải 2006/2007 là ác mộng với Bayern khi họ chỉ xếp hạng 4 chung cuộc tại Bundesliga và mất quyền tham dự UEFA Champions League mùa bóng sau.
Trong mùa giải 2007/2008, Podolski phải cạnh tranh vị trí chính thức với các tiền đạo mới đến như Luca Toni, Miroslav Klose và Franck Ribéry, phong độ tốt của các cầu thủ trên khiến anh phải thường xuyên ngồi dự bị và chỉ vào sân ở những phút cuối. Tuy nhiên anh cũng thi đấu 40 trận và ghi 10 bàn trong mùa giải này. Đến mùa giải 2008-2009, lại một mùa giải không thành công nữa của Podolski tại Bayern và cuối cùng, ngày 1 tháng 7 năm 2009, Podolski quyết định trở về câu lạc bộ cũ FC Köln.

### Trở lại FC Köln
Sau khi Podolski được đảm bảo bởi huấn luyện viên trưởng đội tuyển Đức Joachim Löw rằng nếu anh trở về FC Köln, anh sẽ vẫn còn cơ hội tham dự các giải đấu quốc tế của đội tuyển Đức, một bản hợp đồng đã được ký kết giữa Bayern München và Köln vào ngày 20 tháng 1 năm 2009, tuy nhiên Podolski sẽ chỉ trở về Köln khi kì chuyển nhượng mùa hè bắt đầu vào ngày 1 tháng 7. Podolski trở về Köln với một bản hợp đồng 4 năm và giá trị chuyển nhượng khoảng 10 triệu euro, tương đương số tiền mà Bayern bỏ ra để có anh vào năm 2006. Köln sau đó đã tạo ra một trang web bán ảnh của Lukas Podolski với giá 25 € mỗi tấm, với ý định có thể thu được một triệu € bù đắp cho khoảng phí chuyển nhượng.
Đến tháng 2 năm 2010, sau 16 trận ra sân, Podolski chỉ có cho mình một bàn thắng duy nhất. Tuy nhiên, vào ngày 7 tháng 3, anh đã ghi bàn vào lưới đội bóng cũ Bayern München bằng pha sút phạt mở tỉ số. Kết thúc trận đấu, hai đội hòa nhau 1-1.
Tính đến năm 2011, Podolski mới chỉ ghi được 17 bàn trong suốt bốn mùa giải Bundesliga. Cũng trong khoảng thời gian đó, anh mang về cho đội tuyển quốc gia 25 bàn thắng. Tháng 1 năm 2011, Podolski được huấn luyện viên Frank Schaefer trao băng đội trưởng của Köln sau khi tước băng đội trưởng của Youssef Mohamed.

### Arsenal

#### Mùa bóng 2012–13
Ngày 30 tháng 4 năm 2012, đã có thông báo chính thức về việc Podolski đã gia nhập Arsenal với bản hợp đồng dài hạn với phí chuyển nhượng không rõ bao nhiêu. Ngày 12 tháng 8 năm 2012, Podolski đã có trận đấu đầu tiên cho Arsenal trong chiến thắng 4-0 trước đội bóng cũ Köln ở trận đấu giao hữu trước mùa giải và anh đã ghi được 2 bàn. Podolski khoác áo số 9, số áo cũ của Park Chu-Young. Podolski có trận đấu chính thức đầu tiên cho Arsenal trong trận hòa 0-0 với Sunderland, trận đấu đầu tiên của Premier League 2012-13 ngày 18 tháng 8 năm 2012. Anh đã thi đấu 63 phút trước khi được thay người bởi Olivier Giroud. Bàn thắng đầu tiên của Podolski cho Arsenal là pha ghi bàn mở tỉ số trong chiến thắng 2-0 trước Liverpool tại Anfield và kiến thiết cho Santi Cazorla ghi bàn. Vòng đấu tiếp theo, anh có bàn thắng thứ hai với cú sút phạt bằng chân trái từ khoảng cách 25 mét trong chiến thắng 6-1 trước Southampton.
Ngày 18 tháng 9 năm 2012, anh ghi bàn thắng đầu tiên cho Arsenal tại UEFA Champions League trong chiến thắng 2-1 trên sân khách trước Montpellier.
Chung cuộc tại Premier League 2012-13, Podolski ra sân 35 trận (25 lần đá chính), ghi được 11 bàn thắng cùng 10 pha kiến tạo.

#### Mùa bóng 2013–14
Ngày 24 tháng 8 năm 2013, Podolski có bàn thắng đầu tiên trong mùa giải mới với cú đúp vào lưới Fulham trong chiến thắng 3–1 của Arsenal. Mặc dù vậy, trong trận sơ loại Champions League với Fenerbahçe anh bị chấn thương và buộc phải nghỉ thi đấu mười tuần.
Podolski trở lại đội hình chính của Arsenal trong trận đấu với West Ham United và đã ghi bàn ấn định tỉ số 3-1.
Tại Cúp FA, anh là người ghi bàn thắng quyết định chiến thắng 2-1 trước Liverpool để đưa Arsenal vào tứ kết giải đấu. Anh ghi bàn vào lưới đội bóng cũ Bayern München tại vòng 1/16 UEFA Champions League 2013-14 nhưng Arsenal đã bị loại với tổng tỉ số 3-1. Một tháng sau đó, anh có một bàn thắng và một đường kiến tạo nhưng không đủ để giúp Arsenal đánh bại Swansea City. Ngày 16 tháng 4 năm 2014, anh lập cú đúp thứ hai trong mùa giải giúp Arsenal giành thắng lợi 3-1 trước West Ham United và trở lại vị trí thứ tư trên bảng xếp hạng Premier League. Bốn ngày sau đó, anh ấn định chiến thắng 3-0 trước Hull City. Anh có mặt trong trận Chung kết Cúp FA 2014 với chính Hull City và bị thay ra bởi Yaya Sanogo ở phút 61 khi Arsenal đang bị Hull dẫn trước 2–1. Arsenal sau đó đã thắng ngược 3-2 và chính thức kết thúc 9 năm không có bất kỳ danh hiệu vô địch nào.

#### Inter Milan (mượn)
Tháng 1 năm 2015, Podolski đã chuyển đến câu lạc bộ tại Serie A là Inter Milan theo hợp đồng cho mượn trong giai đoạn còn lại của mùa giải 2014-15. Anh có trận đấu đầu tiên cho Inter trong trận hòa 1-1 với Juventus khi vào sân thay cho Zdravko Kuzmanović ở phút thứ 54 của trận đấu. Podolski sau đó không được huấn luyện viên Roberto Mancini đưa vào đội hình Inter Milan tham dự vòng knock-out Europa League mà thay vào đó là tiền vệ người Thụy Sĩ Xherdan Shaqiri.
Ngày 28 tháng 4 năm 2015, Podolski ghi bàn thắng đầu tiên cho Inter trong chiến thắng 2–1 trước Udinese. Trong suốt khoảng thời gian tại Ý, anh chỉ có được 17 lần ra sân và một bàn thắng và bản thân anh thừa nhận sai lầm khi chuyển đến Inter.

### Galatasaray
Podolski chính thức ký hợp đồng có thời hạn ba năm với đội bóng Thổ Nhĩ Kỳ Galatasaray vào ngày 4 tháng 7 năm 2015 với phí chuyển nhượng ban đầu là 1,8 triệu £, sau đó Galatasaray sẽ trả tiếp cho Arsenal 2,1 triệu £ trong ba mùa giải tiếp theo. Anh lập tức giành siêu cúp Thổ Nhĩ Kỳ cùng với đội bóng.Vào ngày 26 tháng 5 năm 2016, anh ghi bàn thắng quyết định cho Galatasaray trong chiến thắng 1–0 trước Fenerbahçe trong trận chung kết Cúp quốc gia Thổ Nhĩ Kỳ.

### Vissel Kobe
Vào ngày 2 tháng 3 năm 2017, Podolski thông báo chuyển đến câu lạc bộ Vissel Kobe sau khi kết thúc mùa giải với Galatasaray.Vào ngày 1 tháng 1 năm 2020, Podolski giành được chiếc cúp đầu tiên tại Nhật Bản sau khi Vissel Kobe đánh bại Kashima Antlers trong trận chung kết Cúp Hoàng đế 2019.

### Antalyaspor
Vào ngày 23 tháng 1 năm 2020, Podolski gia nhập Antalyaspor theo bản hợp đồng có thời hạn một năm rưỡi.

### Gornik Zabrze
Vào ngày 6 tháng 7 năm 2021,Poldoski gia nhập đội bóng Gornik Zabrze của Ba Lan.Anh có trận đấu đầu tiên vào ngày 30 tháng 7, khi vào sân thay người trong trận thua 3–1 trên sân nhà trước Lech Poznań.

## Sự nghiệp thi đấu đội tuyển quốc gia
Phong độ ghi bàn ấn tượng trong màu áo FC Köln đã giúp anh được huấn luyện viên đội tuyển quốc gia Đức Rudi Völler gọi vào đội tuyển. Trận đầu tiên của anh là trận gặp Hungary tại Kaiserslautern vào ngày 6 tháng 6 năm 2004. Podolski cũng trở thành cầu thủ đầu tiên ở 2. Bundesliga từ năm 1975 được gọi vào đội tuyển.
Tại Euro 2004, Podolski là cầu thủ trẻ nhất trong đội hình đội tuyển bóng đá quốc gia Đức. Anh chỉ được ra sân trong trận gặp Cộng hòa Séc khi thay thế Torsten Frings. Đội tuyển Đức sau đó bị loại ngay vòng đấu bảng Euro 2004.

### World Cup 2006
Tại Giải bóng đá vô địch thế giới 2006 tại Đức, Podoski cùng Miroslav Klose là hai tiền đạo chính thức trên hàng công tuyển Đức. Hai trận đầu gặp Costa Rica và Ba Lan anh không ghi bàn. Anh có bàn thắng đầu tiên tại World Cup 2006 trong trận cuối cùng của vòng bảng gặp Ecuador. Tại vòng 1/16, Podolski ghi 2 bàn loại Thụy Điển khỏi giải.
Sau đó, Podolski cùng đội tuyển Đức lọt vào đến tận bán kết nhưng để thua Ý 2-0 và đành nhận hạng 3 chung cuộc khi thắng Bồ Đào Nha trong trận tranh 3-4. Ba bàn thắng tại giải khiến anh có cùng thành tích ghi bàn với Ronaldo, Thierry Henry, Fernando Torres, David Villa, Maxi Rodriguez, Hernán Crespo và Zinédine Zidane. Podolski sau đó được nhận danh hiệu cầu thủ trẻ xuất sắc nhất World Cup 2006.

### Euro 2008
Ngày 6 tháng 9 năm 2006 tại vòng loại Euro 2008, Podolski ghi 4 bàn vào lưới San Marino trong trận Đức thắng 13-0 và anh trở thành cầu thủ thứ 3 trong lịch sử bóng đá Đức ghi 4 bàn trong một trận đấu quốc tế, sau Gerd Müller và Michael Ballack. Trong trận gặp Slovakia tại Bratislava vào ngày 11 tháng 10 năm 2006, anh ghi 2 bàn từ những đường chuyền của Miroslav Klose. Kết thúc vòng loại Euro 2008, anh ghi được 8 bàn thắng cho đội tuyển Đức.
Ngày 8 tháng 6 năm 2008, Podolski gặp lại đội bóng quê hương Ba Lan trong trận mở màn của đội tuyển Đức tại Euro 2008. Trong trận này, Podolski đã ghi được 2 bàn thắng ở phút 20 và phút 72 giúp Đức thắng 2-0. Tuy nhiên, sau khi ghi bàn vào lưới Ba Lan, Podolski đã không reo hò ăn mừng bàn thắng, thậm chí gương mặt anh cũng không hề biểu lộ chút vui mừng. Sau trận đấu, Podolski lý giải: "Tôi có hai trái tim, một trái tim của người Đức và một trái tim của người Ba Lan. Tôi không ăn mừng bàn thắng để biểu hiện sự tôn trọng với quê hương..." Kết thúc trận đấu, anh cũng trở thành cầu thủ xuất sắc nhất trận Đức-Ba Lan.
Ngày 12 tháng 6, trong trận gặp Croatia, Podolski ghi bàn rút ngắn tỉ số xuống còn 2-1 và đưa anh lên đầu bảng danh sách vua phá lưới Euro 2008 cùng David Villa nhưng chung cuộc Đức đã thua Croatia 2-1. Ngày 16 tháng 6, Đức thắng Áo 1-0 và giành quyền vào vòng tứ kết với vị trí thứ 2 chung cuộc ở bảng B sau Croatia.
Trong trận tứ kết ngày 20 tháng 6 gặp Bồ Đào Nha, Podolski không ghi bàn nhưng anh đã kiến thiết đường chuyền để đồng đội ở Bayern München là Bastian Schweinsteiger ghi bàn mở tỉ số. Đức thắng 3-2, lọt vào bán kết và tiếp tục vượt qua Thổ Nhĩ Kỳ. Tuy nhiên trong trận chung kết, các cầu thủ Đức không thể vượt qua được Tây Ban Nha nên đành chịu thua cuộc với tỉ số 0-1, bàn thắng do Fernando Torres ghi.

### World Cup 2010
Tại vòng loại Giải vô địch bóng đá thế giới 2010, Podolski có 4 bàn trong các chiến thắng 6-0 của Đức trước Liechtenstein, 2-1 trước Nga và trận hoà 1-1 với Phần Lan.
Sau đó, anh đã được huấn luyện viên Joachim Löw chọn vào danh sách 23 cầu thủ đội tuyển Đức tham dự Giải bóng đá vô địch thế giới 2010 tại Nam Phi. Podolski cũng chính là cầu thủ đầu tiên của Đức ghi bàn tại giải đấu với bàn mở tỉ số trong chiến thắng 4-0 trước Úc. Sau khi trận đấu kết thúc, anh được FIFA chọn làm cầu thủ xuất sắc nhất trận. Tuy nhiên, trong trận đấu tiếp theo với Serbia, anh lại bỏ lỡ cơ hội gỡ hoà 1-1 cho đội tuyển Đức từ chấm phạt đền khi cú dứt điểm của anh đã bị thủ môn Vladimir Stojković đổ người cản phá thành công. Chung cuộc Đức thua Serbia 1-0.
Ngày 27 tháng 6, trong trận đấu vòng 1/16 với đội tuyển Anh, Podolski là cầu thủ ghi bàn nâng tỉ số lên 2-0 với pha dứt điểm từ góc hẹp sau đường chuyền của Thomas Müller. Chung cuộc Đức giành chiến thắng 4-1 và lọt vào tứ kết.

### Euro 2012
Podolski có tên trong danh sách 23 cầu thủ Đức tham dự Euro 2012 tại Ba Lan và Ukraine. Anh thi đấu đầy đủ 4 trận của đội tuyển Đức tại giải đấu, trong đó trận đấu thứ 3 với Đan Mạch là trận đấu thứ 100 của Podolski cho đội tuyển quốc gia và anh đã ghi bàn mở tỉ số trong chiến thắng 2-1, đồng thời được UEFA bầu chọn là Cầu thủ xuất sắc nhất trận đấu.

### World Cup 2014
Anh tiếp tục có tên trong danh sách thành phần đội tuyển Đức tham dự World Cup 2014 diễn ra tại Brasil. Tại giải đấu này, anh đã thi đấu đầy đủ cả ba trận vòng bảng cũng như đưa đội tuyển vào đến trận chung kết giải đấu đó mặc dù không được bàn thắng nào tại giải đấu này, chung cuộc cỗ xe tăng Đức vượt qua Argentina với tỉ số 1-0 và giành chức vô địch World Cup 2014, đồng thời Đức trở thành đội tuyển châu Âu đầu tiên vô địch World Cup trên đất châu Mỹ.

### Euro 2016
Podolski tiếp tục được huấn luyện viên Joachim Löw triệu tập tham dự Euro 2016 diễn ra tại Pháp. Tại giải đấu này, anh chỉ ra sân duy nhất trong trận gặp Slovakia. Tuy nhiên đội tuyển Đức lần thứ hai liên tiếp đã phải dừng chân ở bán kết sau khi để thua đội tuyển chủ nhà Pháp với tỉ số 0-2.
Ngày 16 tháng 8 năm 2016, sau kì Euro 2016 đáng thất vọng của đội tuyển Đức, Lukas Podolski chính thức tuyên bố giã từ sự nghiệp thi đấu quốc tế ở cấp độ đội tuyển quốc gia. Tổng cộng anh đã 130 lần khoác áo đội tuyển quốc gia và ghi được 49 bàn thắng. Trận đấu cuối cùng của anh trong màu áo đội tuyển Đức là trận giao hữu gặp đội tuyển Anh vào ngày 22 tháng 3 năm 2017, trận đấu mà anh ghi bàn thắng duy nhất giúp "cỗ xe tăng" giành chiến thắng trước "Tam sư" với tỉ số tối thiểu 1-0.

## Thống kê sự nghiệp

### Câu lạc bộ
Tính đến 18 tháng 2 năm 2017
| Câu lạc bộ          | Mùa giải            | Giải đấu            | Giải đấu | Giải đấu | Cúp quốc gia | Cúp quốc gia | Cúp liên đoàn | Cúp liên đoàn | Châu Âu | Châu Âu | Tổng cộng | Tổng cộng |
| Câu lạc bộ          | Mùa giải            | Hạng                | Trận     | Bàn      | Trận         | Bàn          | Trận          | Bàn           | Trận    | Bàn     | Trận      | Bàn       |
| ------------------- | ------------------- | ------------------- | -------- | -------- | ------------ | ------------ | ------------- | ------------- | ------- | ------- | --------- | --------- |
| 1. FC Köln II       | 2002–03             | Regionalliga Nord   | 1        | 0        | —            | —            | —             | —             | —       | —       | 1         | 0         |
| 1. FC Köln II       | 2003–04             | Regionalliga Nord   | 1        | 0        | —            | —            | —             | —             | —       | —       | 1         | 0         |
| 1. FC Köln II       | Tổng cộng           | Tổng cộng           | 2        | 0        | —            | —            | —             | —             | —       | —       | 2         | 0         |
| 1. FC Köln          | 2003–04             | Bundesliga          | 19       | 10       | 1            | 0            | —             | —             | —       | —       | 20        | 10        |
| 1. FC Köln          | 2004–05             | 2. Bundesliga       | 30       | 24       | 2            | 5            | —             | —             | —       | —       | 32        | 29        |
| 1. FC Köln          | 2005–06             | Bundesliga          | 32       | 12       | 1            | 0            | —             | —             | —       | —       | 33        | 12        |
| 1. FC Köln          | Tổng cộng           | Tổng cộng           | 81       | 46       | 4            | 5            | —             | —             | —       | —       | 85        | 51        |
| Bayern München      | 2006–07             | Bundesliga          | 22       | 4        | 3            | 2            | 2             | 0             | 7       | 1       | 34        | 7         |
| Bayern München      | 2007–08             | Bundesliga          | 25       | 5        | 4            | 0            | 0             | 0             | 12      | 5       | 41        | 10        |
| Bayern München      | Tổng cộng           | Tổng cộng           | 47       | 9        | 7            | 2            | 2             | 0             | 19      | 6       | 75        | 17        |
| Bayern München II   | 2007–08             | Regionalliga Süd    | 2        | 0        | —            | —            | —             | —             | —       | —       | 2         | 0         |
| Bayern München II   | Total               | Total               | 2        | 0        | —            | —            | —             | —             | —       | —       | 2         | 0         |
| Bayern München      | 2008–09             | Bundesliga          | 24       | 6        | 3            | 1            | —             | —             | 4       | 2       | 31        | 9         |
| Bayern München      | Tổng cộng           | Tổng cộng           | 24       | 6        | 3            | 1            | —             | —             | 4       | 2       | 31        | 9         |
| 1. FC Köln          | 2009–10             | Bundesliga          | 27       | 2        | 4            | 1            | —             | —             | —       | —       | 31        | 3         |
| 1. FC Köln          | 2010–11             | Bundesliga          | 32       | 13       | 2            | 1            | —             | —             | —       | —       | 34        | 14        |
| 1. FC Köln          | 2011–12             | Bundesliga          | 29       | 18       | 2            | 0            | —             | —             | —       | —       | 31        | 18        |
| 1. FC Köln          | Tổng cộng           | Tổng cộng           | 88       | 33       | 8            | 2            | —             | —             | —       | —       | 96        | 35        |
| Arsenal             | 2012–13             | Premier League      | 33       | 11       | 2            | 1            | 1             | 0             | 6       | 4       | 42        | 16        |
| Arsenal             | 2013–14             | Premier League      | 20       | 8        | 4            | 3            | 0             | 0             | 3       | 1       | 27        | 12        |
| Arsenal             | 2014–15             | Premier League      | 7        | 0        | 0            | 0            | 1             | 0             | 5       | 3       | 13        | 3         |
| Arsenal             | Tổng cộng           | Tổng cộng           | 60       | 19       | 6            | 4            | 2             | 0             | 14      | 8       | 82        | 31        |
| Inter Milan (mượn)  | 2014–15             | Serie A             | 17       | 1        | 1            | 0            | —             | —             | —       | —       | 18        | 1         |
| Inter Milan (mượn)  | Tổng cộng           | Tổng cộng           | 17       | 1        | 1            | 0            | —             | —             | —       | —       | 18        | 1         |
| Galatasaray         | 2015–16             | Süper Lig           | 30       | 13       | 4            | 2            | 1             | 0             | 8       | 2       | 43        | 17        |
| Galatasaray         | 2016–17             | Süper Lig           | 14       | 4        | 5            | 10           | —             | —             | 1       | 0       | 20        | 14        |
| Galatasaray         | Tổng cộng           | Tổng cộng           | 44       | 17       | 9            | 12           | 8             | 2             | 2       | 0       | 63        | 31        |
| Tổng cộng sự nghiệp | Tổng cộng sự nghiệp | Tổng cộng sự nghiệp | 365      | 131      | 38           | 26           | 45            | 18            | 6       | 0       | 454       | 175       |

### Đội tuyển quốc gia
Tính đến 23 tháng 3 năm 2017
| Đức       | Đức  | Đức |
| Năm       | Trận | Bàn |
| --------- | ---- | --- |
| 2004      | 8    | 2   |
| 2005      | 12   | 8   |
| 2006      | 17   | 12  |
| 2007      | 7    | 2   |
| 2008      | 16   | 7   |
| 2009      | 9    | 6   |
| 2010      | 14   | 5   |
| 2011      | 12   | 1   |
| 2012      | 11   | 1   |
| 2013      | 5    | 2   |
| 2014      | 9    | 1   |
| 2015      | 5    | 1   |
| 2016      | 3    | 0   |
| 2017      | 1    | 1   |
| Tổng cộng | 130  | 49  |

### Bàn thắng cho đội tuyển quốc gia
| #   | Ngày       | Địa điểm                                        | Đối thủ                  | Bàn thắng | Kết quả | Giải đấu                 |
| --- | ---------- | ----------------------------------------------- | ------------------------ | --------- | ------- | ------------------------ |
| 1.  | 21/12/2004 | Sân vận động Rajamangala, Bangkok, Thái Lan     | Thái Lan                 | 3-1       | 5-1     | Giao hữu                 |
| 2.  | 21/12/2004 | Sân vận động Rajamangala, Bangkok, Thái Lan     | Thái Lan                 | 5-1       | 5-1     | Giao hữu                 |
| 3.  | 26/03/2005 | Sân vận động Bežigrad, Ljubljana, Slovenia      | Slovenia                 | 1-0       | 1-0     | Giao hữu                 |
| 4.  | 04/06/2005 | Windsor Park, Belfast, Bắc Ireland              | Bắc Ireland              | 4-1       | 4-1     | Giao hữu                 |
| 5.  | 15/06/2005 | Commerzbank-Arena, Frankfurt, Đức               | Úc                       | 4-2       | 4-3     | Confed Cup 2015          |
| 6.  | 25/06/2005 | Frankenstadion, Nuremberg, Đức                  | Brasil                   | 1-1       | 2-3     | Confed Cup 2015          |
| 7.  | 29/06/2005 | Sân vận động Trung tâm, Leipzig, Đức            | México                   | 1-0       | 4-3     | Confed Cup 2015          |
| 8.  | 07/09/2005 | Sân vận động Olympic, Berlin, Đức               | Nam Phi                  | 1-0       | 4-2     | Giao hữu                 |
| 9.  | 07/09/2005 | Sân vận động Olympic, Berlin, Đức               | Nam Phi                  | 3-1       | 4-2     | Giao hữu                 |
| 10. | 07/09/2005 | Sân vận động Olympic, Berlin, Đức               | Nam Phi                  | 4-2       | 4-2     | Giao hữu                 |
| 11. | 27/05/2006 | Badenova Stadion, Freiburg, Đức                 | Luxembourg               | 3-0       | 7-0     | Giao hữu                 |
| 12. | 27/05/2006 | Badenova Stadion, Freiburg, Đức                 | Luxembourg               | 5-0       | 7-0     | Giao hữu                 |
| 13. | 20/06/2006 | Sân vận động Olympic, Berlin, Đức               | Ecuador                  | 3-0       | 3-0     | World Cup 2006           |
| 14. | 24/06/2006 | Allianz Arena, München, Đức                     | Thụy Điển                | 1-0       | 2-0     | World Cup 2006           |
| 15. | 24/06/2006 | Allianz Arena, München, Đức                     | Thụy Điển                | 2-0       | 2-0     | World Cup 2006           |
| 16. | 02/09/2006 | Sân vận động Gottlieb Daimler, Stuttgart, Đức   | Cộng hòa Ireland Ireland | 1-0       | 1-0     | Vòng loại Euro 2008      |
| 17. | 06/09/2006 | Sân vận động Olimpico, Serravalle, San Marino   | San Marino               | 1-0       | 13-0    | Vòng loại Euro 2008      |
| 18. | 06/09/2006 | Sân vận động Olimpico, Serravalle, San Marino   | San Marino               | 5-0       | 13-0    | Vòng loại Euro 2008      |
| 19. | 06/09/2006 | Sân vận động Olimpico, Serravalle, San Marino   | San Marino               | 8-0       | 13-0    | Vòng loại Euro 2008      |
| 20. | 06/09/2006 | Sân vận động Olimpico, Serravalle, San Marino   | San Marino               | 10-0      | 13-0    | Vòng loại Euro 2008      |
| 21. | 11/10/2006 | Tehelné pole, Bratislava, Slovakia              | Slovakia                 | 1-0       | 4-1     | Vòng loại Euro 2008      |
| 22. | 11/10/2006 | Tehelné pole, Bratislava, Slovakia              | Slovakia                 | 4-1       | 4-1     | Vòng loại Euro 2008      |
| 23. | 12/09/2007 | Sân vận động RheinEnergie, Köln, Đức            | România                  | 3-1       | 3-1     | Giao hữu                 |
| 24. | 17/11/2007 | AWD Arena, Hanover, Đức                         | Síp                      | 3-0       | 4-0     | Vòng loại Euro 2008      |
| 25. | 26/03/2008 | St. Jakob Park, Basel, Thụy Sĩ                  | Thụy Sĩ                  | 4-0       | 4-0     | Giao hữu                 |
| 26. | 08/06/2008 | Sân vận động Wörthersee, Klagenfurt, Áo         | Ba Lan                   | 1-0       | 2-0     | Euro 2008                |
| 27. | 08/06/2008 | Sân vận động Wörthersee, Klagenfurt, Áo         | Ba Lan                   | 2-0       | 2-0     | Euro 2008                |
| 28. | 12/06/2008 | Sân vận động Wörthersee, Klagenfurt, Áo         | Croatia                  | 1-2       | 1-2     | Euro 2008                |
| 29. | 06/09/2008 | Sân vận động Rheinpark, Vaduz, Liechtenstein    | Liechtenstein            | 1-0       | 6-0     | Vòng loại World Cup 2010 |
| 30. | 06/09/2008 | Sân vận động Rheinpark, Vaduz, Liechtenstein    | Liechtenstein            | 2-0       | 6-0     | Vòng loại World Cup 2010 |
| 31. | 11/10/2008 | Signal Iduna Park, Dortmund, Đức                | Nga                      | 1-0       | 2-1     | Vòng loại World Cup 2010 |
| 32. | 28/3/2009  | Sân vận động Trung tâm, Leipzig, Đức            | Liechtenstein            | 4-0       | 4-0     | Vòng loại World Cup 2010 |
| 33. | 29/5/2009  | Sân vận động Thượng Hải, Thượng Hải, Trung Quốc | Trung Quốc               | 1-1       | 1-1     | Giao hữu                 |
| 34. | 9/5/2009   | AWD-Arena, Hanover, Đức                         | Azerbaijan               | 4-0       | 4-0     | Vòng loại World Cup 2010 |
| 35. | 14/10/2009 | HSH Nordbank Arena, Hamburg, Đức                | Phần Lan                 | 1-1       | 1-1     | Vòng loại World Cup 2010 |
| 36. | 18/11/2009 | Veltins-Arena, Gelsenkirchen, Đức               | Bờ Biển Ngà              | 1-0       | 2-2     | Giao hữu                 |
| 37. | 18/11/2009 | Veltins-Arena, Gelsenkirchen, Đức               | Bờ Biển Ngà              | 2-2       | 2-2     | Giao hữu                 |
| 38. | 29/5/2010  | Sân vận động Ferenc Puskás, Budapest, Hungary   | Hungary                  | 1-0       | 3-0     | Giao hữu                 |
| 39. | 13/6/2010  | Sân vận động Moses Mabhida, Durban, Nam Phi     | Úc                       | 1-0       | 4-0     | World Cup 2010           |
| 40. | 27/6/2010  | Sân vận động Free State, Bloemfontein, Nam Phi  | Anh                      | 2–0       | 4–1     | World Cup 2010           |
| 41. | 7/9/2010   | Sân vận động RheinEnergie, Cologne, Đức         | Azerbaijan               | 2–0       | 6–1     | Vòng loại Euro 2012      |
| 42. | 12/10/2010 | Astana Arena, Astana, Kazakhstan                | Kazakhstan               | 3–0       | 3–0     | Vòng loại Euro 2012      |
| 43. | 2/9/2011   | Veltins-Arena, Gelsenkirchen, Đức               | Áo                       | 3–0       | 6–2     | Vòng loại Euro 2012      |
| 44. | 17/6/2012  | Arena Lviv, Lviv, Ukraina                       | Đan Mạch                 | 1–0       | 2–1     | Euro 2012                |
| 45. | 29/5/2013  | Sân vận động FAU, Miami, Hoa Kỳ                 | Ecuador                  | 1–0       | 4–2     | Giao hữu                 |
| 46. | 29/5/2013  | Sân vận động FAU, Miami, Hoa Kỳ                 | Ecuador                  | 3–0       | 4–2     | Giao hữu                 |
| 47. | 6/6/2014   | Coface Arena, Mainz, Đức                        | Armenia                  | 2–1       | 6–1     | Giao hữu                 |
| 48. | 25/3/2015  | Fritz-Walter-Stadion, Kaiserslautern, Đức       | Áo                       | 2–2       | 2–2     | Giao hữu                 |
| 49. | 22/3/2015  | Signal Iduna Park, Dortmund, Đức                | Anh                      | 1–0       | 1–0     | Giao hữu                 |

## Danh hiệu

### Sự nghiệp cầu thủ
FC Koln
- Vô địch Giải hạng 2 Bundesliga: 2005

Bayern München
- Vô địch Cúp Liên đoàn bóng đá Đức (DFB-Ligapoka): 2007
- Vô địch Bundesliga: 2008
- Vô địch Cúp bóng đá Đức (DFB-Pokal): 2008

Arsenal FC
- Vô địch Cúp FA: 2014
- Vô địch Siêu cúp Anh: 2014

Galatasaray
- Vô địch Cúp quốc gia Thổ Nhĩ Kỳ:2015-16
- Vô địch Siêu Cúp Thổ Nhĩ Kỳ: 2015,2016

Vissel Kobe
- Vô địch Cúp Hoàng đế: 2019

### Đội tuyển quốc gia Đức
- Hạng 3 Cúp Châu lục (FIFA Confederations Cup): 2005
- Hạng 3 Cúp thế giới (FIFA World Cup): 2006, 2010
- Á quân quân Cúp Châu âu (EURO): 2008
- Vô địch Cúp thế giới (FIFA World Cup): 2014

### Cá nhân
- Cầu thủ trẻ xuất sắc nhất World Cup 2006
- Đội hình tiêu biểu Euro 2008
- Chiếc giày Bạc Euro 2008
- Cầu thủ xuất sắc nhất trận đấu Đức - Síp (vòng loại Euro 2008) ngày 17 tháng 11 năm 2007
- Cầu thủ xuất sắc nhất trận Đức - Ba Lan (Euro 2008) ngày 9 tháng 6 năm 2008
- Cầu thủ xuất sắc nhất trận Đức - Úc (World Cup 2010) ngày 13 tháng 6 năm 2010